# Henryk Morant Pellicer
Henryk Morant Pellicer, Enrique Morant Pellicer (ur. 13 października 1908 Bellreguart (Walencja), zm. 4 października 1936 w Xaraco) – błogosławiony Kościoła katolickiego.
Urodził się w bardzo religijnej rodzinie. Przeniósł się do Madrytu, gdzie rozpoczął studia w dziedzinie architektury, jednak postanowił wstąpić do seminarium, a w 1933 roku otrzymał święcenia kapłańskie i podjął pracę proboszcza w Bárig. Następnie objął stanowisko Dyrektora Zarządu Grau w Walencji. Po wybuchu wojny domowej w Hiszpanii udał się do Walencji, tam wyruszył pociągiem do rodzinnego miasta. W dniu 3 października 1936 roku w niedzielę po modlitwie różańcowej z rodziną zobaczył milicjantów, a następnego dnia został stracony. Miał zaledwie 27 lat. Został pochowany na cmentarzu komunalnym w Bellreguart. Jego szczątki przeniesiono do kościoła parafialnego.
Jest jedną z ofiar antykatolickich prześladowań religijnych okresu wojny domowej w Hiszpanii.
Henryka Moranta Pellicera beatyfikował Jan Paweł II w dniu 11 marca 2001 roku jako męczennika zamordowanego z nienawiści do wiary (łac. odium fidei) w grupie 232 towarzyszy Józefa Aparicio Sanza.